# Melina Abdullahová
Melina Abdullahová (nepřechýleně: Abdullah, * 1972 Oakland) je americká akademička a občanská aktivistka. Na Kalifornské státní univerzitě v Los Angeles byla vedoucí katedry panafrických studií. Stala se také spoluzakladatelkou losangeleské pobočky organizace Black Lives Matter a Black Lives Matter Grassroots, v níž působí jako spoluředitelka.
Nezávislý prezidentský kandidát Cornel West si Melinu Abdullahovou 10. dubna 2024 vybral za svou kandidátku na viceprezidentku.

## Životopis

### Mládí, rodina a studia
Narodila se jako Melina Rachel Reimannová ve východní části Oaklandu v Kalifornii. Otec John Reimann byl „odborový organizátor a samozvaný trockista“ a matkou je Linda Fowler Blackstoneová. Děd z otcovy strany byl Günter Reimann (rodným jménem Hans Steinicke), německo-židovský marxistický ekonom a člen Komunistické strany Německa, který se účastnil odboje proti nacismu během druhé světové války.
Vystudovala Howardovu univerzitu, kde získala bakalářský titul (B.A.) v oboru afroamerických studií, následně získala magsterský titul (M.A.) a velký doktorát v oboru politologie na Jihokalifornské univerzitě.
Sňatkem s filmařem Phaylenem Abdullahem přijala jeho příjmení, které si ponechala i po rozvodu.

### Kariéra
Abdullahová je řádnou profesorkou na Kalifornské státní univerzitě v Los Angeles, kde působila jako vedoucí katedry panafrických studií. V roce 2016 byl s ní a dalšími aktivisty natočen dokumentární film 13th o věznění ve Spojených státech. Od roku 2018 je členkou komise pro lidské vztahy okresu Los Angeles, je spoluzakladatelkou pobočky nadace Black Lives Matter v Los Angeles a pravidelně píše články pro deník LA Progressive.
Dne 10. dubna 2024 oznámil nezávislý prezidentský kandidát Cornel West, že si ji vybral za kandidátku na viceprezidentku. Při tomto oznámení, které proběhlo v The Tavis Smiley show uvedl:
| „             | Chtěl jsem kandidovat s někým, kdo vykouzlí úsměv na tváři Fannie Lou Hammerové a Martinu Lutheru Kingovi i v hrobě. | “ |
| — Cornel West | |   |

## Aktivismus
V rámci aktivismu byla Abdullahová několikrát zadržena. Město Los Angeles nařkla ze vznesení obvinění pouze za účelem potlačení jejího aktivismu, který často zahrnoval nepřátelská setkání na zasedáních policejní komise.
Zatčena byla pro podezření z ublížení na zdraví policistovi po incidentu, kdy údajně chytila policistu za ruku při zatýkání protestující Sheily Hinesové-Brimové na jednání policejní komise Los Angeles. Hinesová-Brimová údajně hodila na šéfa losangeleské policie Charlieho Becka neznámou práškovou látku, o které tvrdila, že je to zpopelněný popel její neteře Wakieshy Wilsonové (která zemřela ve vazbě losangeleské policie v roce 2016). Abdullahová byla obviněna z přestupku ublížení na zdraví a dalších sedmi bodů obžaloby: tato obvinění zahrnovala narušení veřejného pořádku a zákonné činnosti policejní komise během samostatných incidentů v roce 2017. Trestní obvinění proti ní byla nakonec zamítnuta. Město později souhlasilo, že rodině Wilsonové vyplatí téměř 300 000 dolarů na urovnání žaloby, kterou podali kvůli její smrti.
Během debaty televize ABC7 k volbám starosty Los Angeles v roce 2022  ji policie s dalšími protestujícími vyvedla z místnosti Kalifornské univerzity, protože neměli vstupenky na akci.
V únoru 2024 byla kritizována za tweety, v nichž označila fanoušky Taylor Swift za „lehce rasistické“ a výsledek Super Bowlu LVIII za „pravicové, bělošské supremacistické spiknutí.“